# Neustadt an der Rems

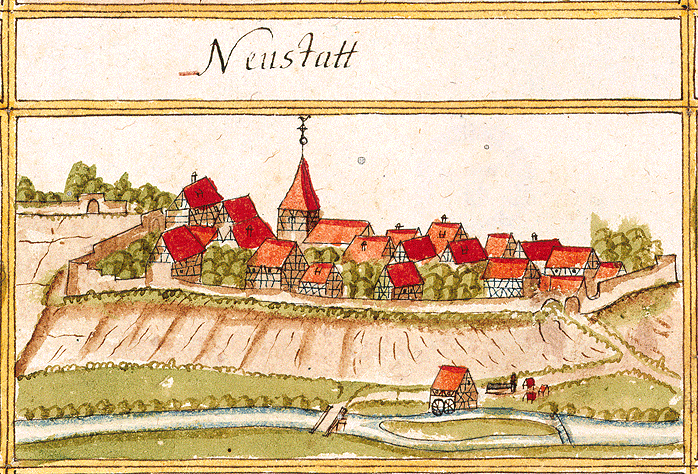
Neustadt im 17. Jahrhundert (von A. Kieser)

Neustadt (Waiblingen-Neustadt; früher auch Neustädtle) ist ein Teilort der Kreisstadt Waiblingen im Rems-Murr-Kreis, Baden-Württemberg, mit 5.878 Einwohnern (2017).

## Geografie
Das alte Dorf Neustadt steht in Höhen um 270 m ü. NN auf einem Bergsporn, der nach Westen steil zum Remstal (ca. 220 m ü. NN) abfällt. Gegen Osten erstreckt sich eine Letten- und Gipskeuperfläche, aus der sich die Kuppe des Sörenbergs mit dem höchsten Punkt des Stadtteils auf 369 m ü. NN erhebt. Nordöstlich von diesem steht nahe am Rand der Gemarkung der Weiler Erbachhof. Näher nördlich am Dorf erstreckt sich ohne bauliche Verbindung mit diesem auf dem nächsten rechten Talsporn zur Rems die Siedlung Hirschlauf, die nach bebauter Fläche heute (2018) das Dorf übertrifft und im östlichen Teil eine große Industriezone umfasst. Im engen Remstal liegen unter dem Dorf die Wohnplätze Bad und Mühle. In einem kleinen westlichen Zipfel des Stadtteilgebietes, das bis auf die Höhen auf der anderen Seite der Rems reicht, steht in mittlerer Höhe auf einem Gegensporn der Weiler Kleinhegnach.

## Geschichte

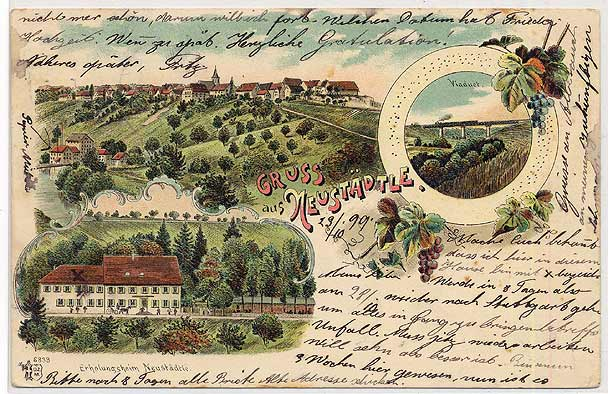
Neustadt 1899

Neustadt wurde im Jahr 1298 zum ersten Mal urkundlich erwähnt als „daz Stättel, doz niuwe Waibelingen heizzet“. Die Gründung war sicher schon längere Zeit vorher, denn bei Ausgrabungen kamen im Jahre 1978 Mauerreste einer Burg zutage, die mindestens auf das 11. Jahrhundert zurückgehen. König Albrecht I. bestätigte in dieser Urkunde Graf Eberhard dem Erlauchten von Württemberg die Schenkung des Städtleins, das im früheren Krieg König Rudolfs I. gegen den Grafen auf württembergischen Gebiet als Stützpunkt bei der Belagerung Waiblingens wohl durch den Schwager Rudolfs, den Landvogt Graf Albrecht von Hohenberg, angelegt worden war.
Kern der Siedlung war die Burg Neustadt, von der 1494 noch Reste vorhanden waren. Neustadt war ummauert und hatte drei Tore. Nach der Übergabe an Württemberg verlor Neustadt den Charakter einer Konkurrenzsiedlung zu Waiblingen.
Noch um das Jahr 1350 wurde Neustadt als „diu niuwe Stat ze Waybelingen“ bezeichnet. Doch dann entwickelte sich Neustadt letztlich zu einem Dorf. Im Jahr 1481 wird Neustadt, bisher eine Filiale der Michaelskirche in Waiblingen eine selbständige Pfarrei. Die Einwohnerzahl betrug damals 245. Lange war Neustadt ausschließlich landwirtschaftlich strukturiert. Dabei ist vor allem der Weinbau zu erwähnen, der am Sörenberg heute noch betrieben wird. Einziges Gewerbe in der früheren Zeit war die Gewinnung von Gips, der als Dünger bis in die Gegend von Ellwangen vertrieben wurde.
Im Jahr 1682 wurden bei Umbauarbeiten an der Mühle drei Mineralquellen entdeckt. Die Blütezeit dieses „Bad Neustädtle“ begann aber erst 1819 mit der Erbauung eines Badgebäudes. Berühmte Gäste gingen ein und aus, so die Dichter Nikolaus Lenau und Karl Mayer, der Philosoph David Friedrich Strauß und Graf Alexander von Württemberg. Doch die Blütezeit währte nur kurz. Gegen Ende des 19. Jahrhunderts ging die Zahl der Kurgäste laufend zurück, bald war das Bad nur noch Luftkurort und von 1895 bis 1920 ein Erholungsheim der Ortskrankenkasse Stuttgart.

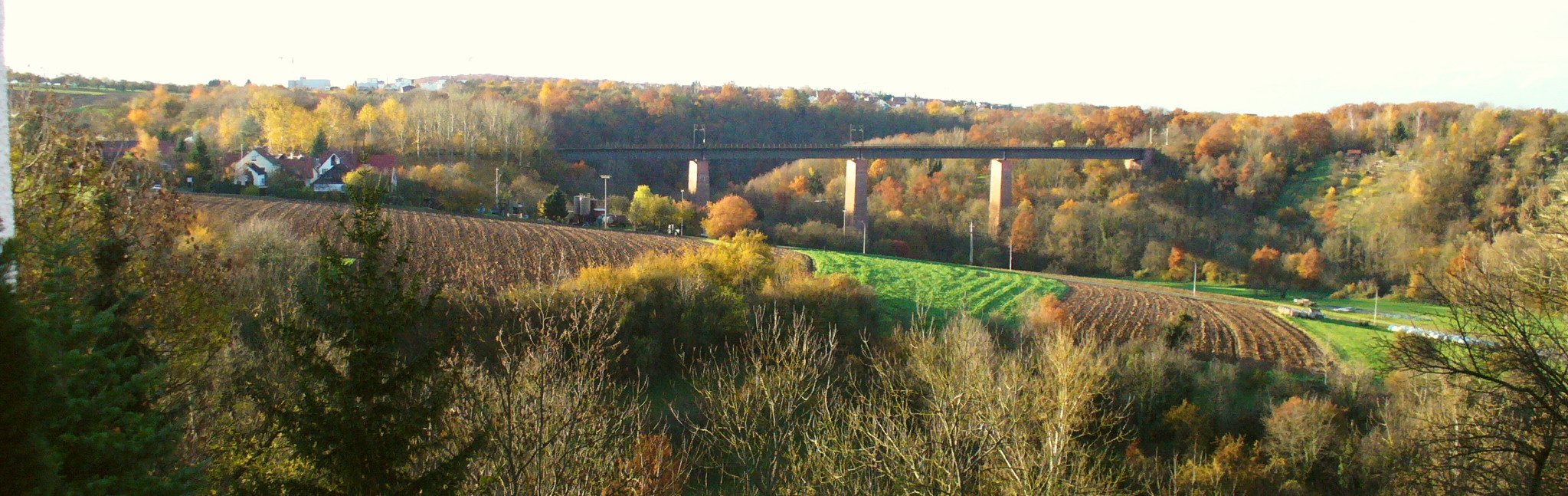
Blick zum Remstal-Viadukt

Im Jahr 1876 wurde die Murrtalbahn eröffnet; Neustadt bekam einen eigenen Bahnhof. Trotzdem blieb bis zum Ende des Zweiten Weltkriegs die Landwirtschaft der wichtigste Erwerbszweig. Erst in den 1950er und 1960er Jahren wandelte sich die Ortschaft, nicht zuletzt durch den Aufstieg der Firma Stihl, die hier ihren Stammsitz hat, zu einer bedeutenden Industriegemeinde.
Dank einer guten Infrastruktur hat Neustadt aber auch als Wohngemeinde an Attraktivität gewonnen. Dazu trug auch der Anschluss an das S-Bahn-Netz im Jahr 1981 bei, durch den der Ort eine gute Verbindung in den gesamten Großraum Stuttgart bekommen hat. Die beiden zu Neustadt gehörenden Ortsteile Erbachhof und Klein-Hegnach haben noch am ehesten ihr ursprünglich landwirtschaftlich geprägtes Erscheinungsbild bewahrt.
Obwohl bei zwei Bürgerbefragungen jeweils weit über 90 % für die Erhaltung der Selbständigkeit gestimmt hatten, wurde am 1. Januar 1975 im Rahmen der Gemeindereform Neustadt in die Stadt Waiblingen eingegliedert.

## Neustadt als Heimat von Schillers Vorfahren
Die Vorfahren des Dichters Friedrich von Schiller stammten aus Neustadt an der Rems. Der älteste urkundlich nachweisbare Ahne des Dichters war Stefan Schiller, der  um 1590 in Neustadt lebte. Stefan Schiller hatte drei Söhnen, von denen Kaspar Schiller nach Waiblingen übersiedelte und dort eine Bäckerei betrieb. 1649 wurde Kaspar Schillers Sohn Hans Kaspar geboren, der später nach Bittenfeld zog und die Bittenfelder Linie der Familie begründete, aus der Johann Kaspar Schiller und Friedrich von Schiller hervorgingen.

## Politik
Das Gebiet der 1975 eingegliederten Gemeinde Neustadt an der Rems bildet eine Ortschaft im Sinne der baden-württembergischen Gemeindeordnung mit dem Namen „Waiblingen-Neustadt“ mit eigenem aus 14 Mitgliedern bestehendem Ortschaftsrat. Ortsvorsteherin von Neustadt ist Daniela Tiemann.

## Einwohner
| Stand | Einwohner |
| 2013  | 5.680     |
| 2014  | 5.750     |
| 2015  | 5.750     |
| 2016  | 5.931     |
| 2017  | 5.878     |
| 2018  | 5.897     |

## Politik

### Bürgermeister
Liste der Schultheißen und Bürgermeister (unvollständig, Amtszeiten oft unklar):
- 1913: Friedrich Schneider[1]

### Wappen
Das Wappen zeigt unter schwarzem Schildhaupt, darin eine goldene Traube mit goldenem Stiel und Blatt, in Rot ein liegendes, silbernes Fass mit schwarzen Reifen und links angebrachtem silbernen Zapfhahn. 

## Sehenswürdigkeiten

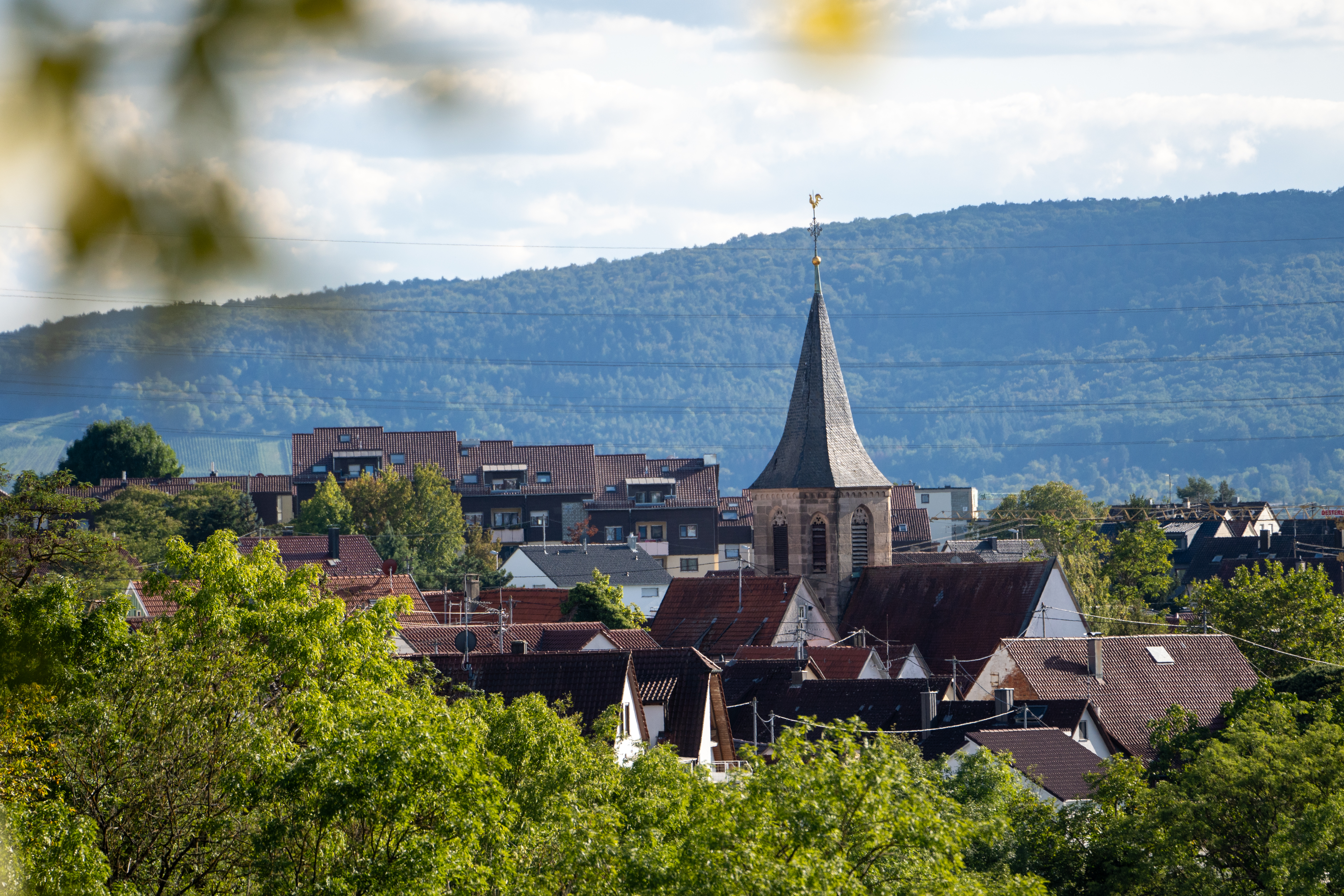
Blick auf die Martinskirche

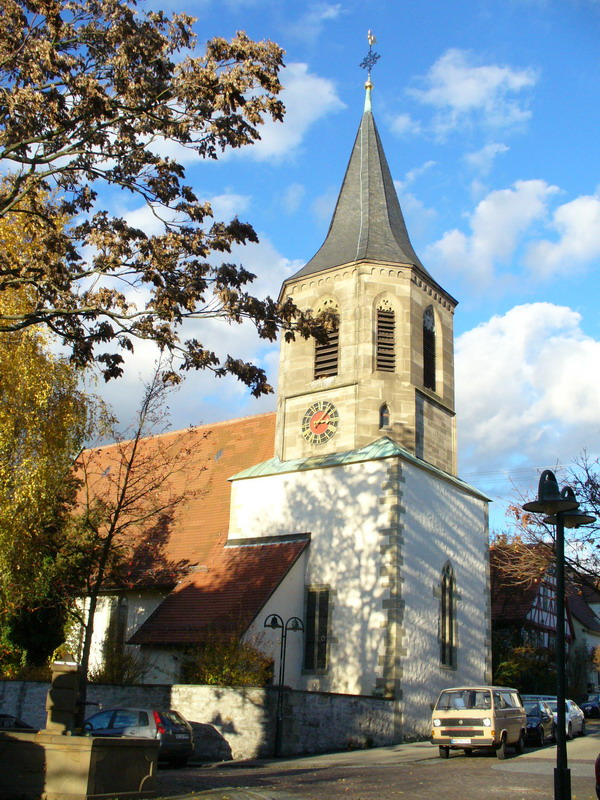
Martinskirche

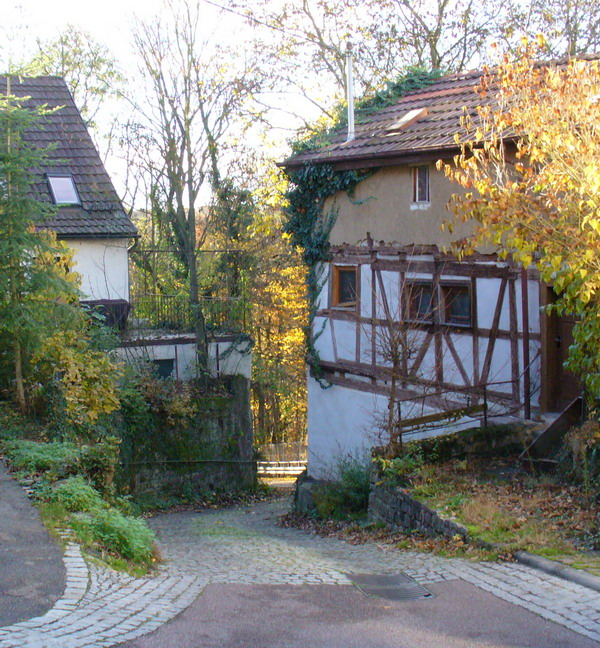
Detail

- Historischer Ortskern mit den Resten der alten Befestigungsanlagen
- Evangelische Martinskirche mit einzigartigen wertvollen Seccomalereien aus dem 14. Jahrhundert. Sie zeigen im Chor einen vollständig erhaltenen bedeutenden Marienzyklus auf 143 m² Fläche.[6]
- Katholische Kirche St. Maria, ein nach den Plänen von Kammerer im Jahr 1963 erstellter Kirchenbau in moderner und eigenwilliger Form. Die Marienkirche erhielt 1974 eine Orgel der Firma Haupt und Stahlgut in Luxemburg, die schon 1865 in der Pfarrkirche St. Jan Molenbeek in Belgien aufgebaut wurde. Das genaue Alter der Orgel ist nicht bekannt[7].
- Standbild des „Zwetschgenklopfers“ von Fritz Nuss, in Anlehnung an den Spottnamen der Neustädter, die früher in schlechten Zeiten ihre unreifen Zwetschgen mit dem Hammer solange geklopft haben sollen, bis sie blau und weich wurden
- Historische Gipsmühle (Hermann-Abelein-Mühle) bei der Neuen Kelter
- Alter Römerweg in Richtung Sörenberg
- Ehemalige Weinberganlagen am Haufler sowie auch teilweise Wiederherstellung der Rebflächen im Remstal bei Neustadt

## Touristikrouten
- Waiblinger Mühlenweg – von der Geheimen Mühle in Beinstein, über die Hahnsche Mühle und die Häckermühle bis zur Hegnacher Mühle
- Remstal-Route – Touristikverband mit Rad- und Wanderwegen sowie gastronomischen und kulturellen Angeboten
- Remstalradweg – 90 km lange Radfahrer-Strecke
- Deutsche Fachwerkstraße
- Württemberger Weinstraße

## Städtepartnerschaften

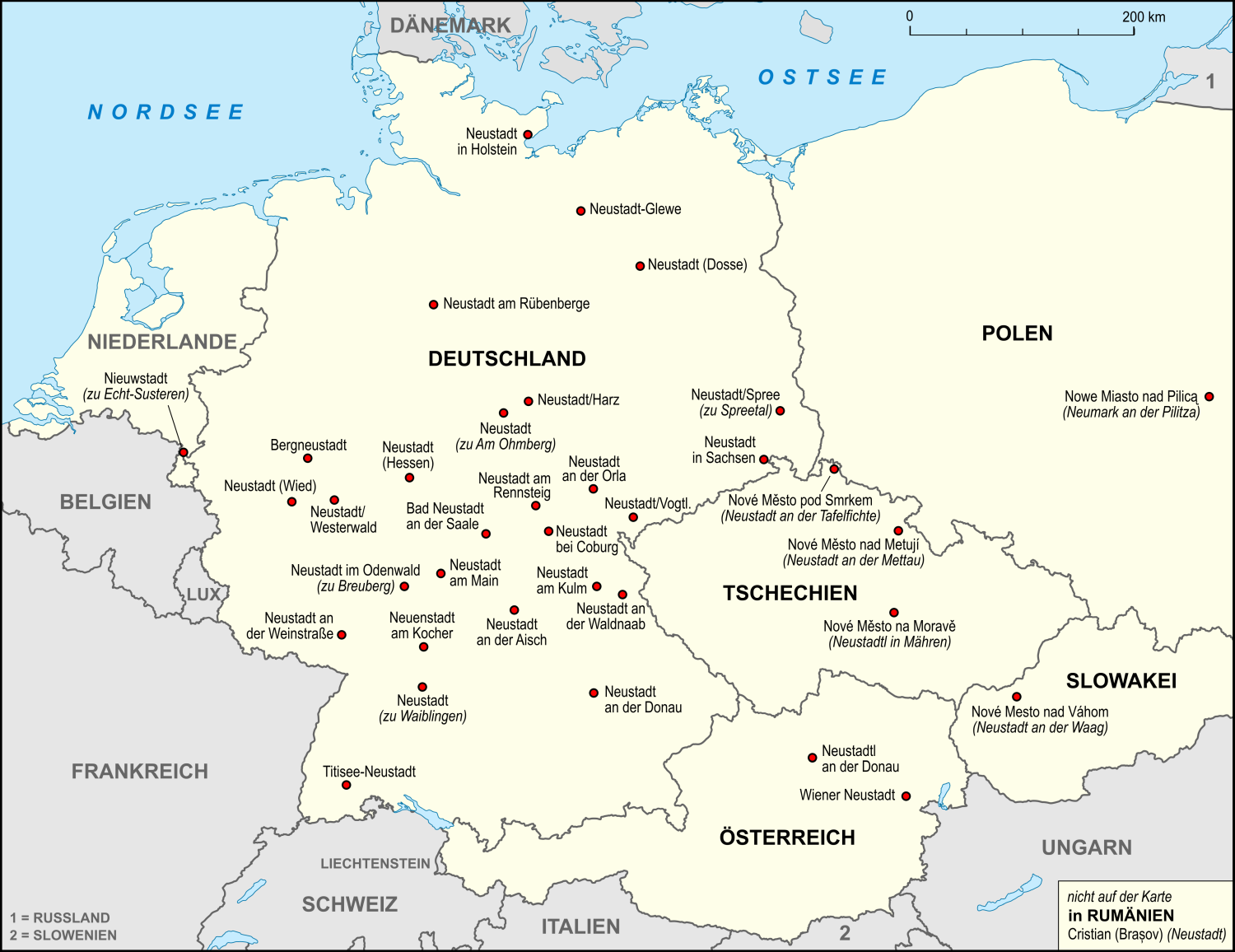
Arbeitsgemeinschaft Neustadt in Europa

Neustadt an der Rems ist Mitglied der Arbeitsgemeinschaft Neustadt in Europa, der 37 Städte, Gemeinden und Ortsteile in sieben Staaten angehören.